# Hypamblys dejongi
Hypamblys dejongi är en stekelart som beskrevs av Teunissen 1953. Hypamblys dejongi ingår i släktet Hypamblys och familjen brokparasitsteklar. Inga underarter finns listade i Catalogue of Life.